# Tlaltecatzin de Cuauhchinanco
Tlaltecatzin de Cuauhchinanco fue señor de Cuauhchinanco, señoría chichimeca dominado por Tezcoco, en el actual estado de Puebla, durante el siglo XIV que dejó diversas obras literarias notables en náhuatl clásico. El cronista Ixtlilxóchitl, menciona que fue contemporáneo de Techotlala, señor de Tezcoco entre 1357 y 1409.
Tlaltecatzin acudía con frecuencia a la corte de Techotlala en Tezcoco para asuntos del gobierno. Este último gobernante promovía el cultivo literario náhuatl y pedía a sus cortesanos que hablaran náhuatl a la manera de los toltecas. En el ambiente cultural del Tezcoco de esa época Tlaltecatzin tuvo ocasión de conocer a destacados intelectuales de su época, se instruyó en las doctrinas concernientes a Quetzalcóatl. Además se conoce que Tlaltecatzin llegó a ser un destacado cuicapicqui 'compositor de canciones' de la corte. Sin embargo, sólo se ha conservado una composición de Tlaltecatzin, de extensión mediana, aunque mencionada más de una vez en la fuentes colecciones prehispánicas, esta composición se conoce como Tlaltecatzin icuic 'La canción de Taltecatzin', que es una oda a la alegría de vivir aun cuando siguiendo el estilo de otros coetáneos de la época habla también de la congoja vital. Un fragmento de esta composición es el siguiente:
| Nicpiecon tepetl, canan itololoyan; xochintlahcuilo, aya Ipalnemoani, incohuayotl. Toncahuililoc ye mochaan, titlatecatzin, tonaya tlatoa yan ca yiu oo, ohuiyya. | Vine a vigilar la montaña, en algún lugar está su historia; con flores está pintada el Dador de vida, la comunidad. Te han dejado en tu casa, tú, Tlatecatzin, suspiras allí, hablas. |